# Эммануил (Адамакис)
Митрополи́т Эммануи́л (греч. Μητροπολίτης Ἐμμανουήλ, в миру Эммануи́л Адама́кис, греч. Ἐμμανουήλ Ἀδαμάκης; род. 19 декабря 1958, Айос-Николаос) — епископ Константинопольской православной церкви; митрополит Халкидонский (с 2021).

## Биография
Родился 19 декабря 1958 года в городе Агиос-Николаос на острове Крит. Окончил среднюю школу в Ираклионе, а также академию в Ираклионе со степенью бакалавра.
В 1979—1984 годах изучал философию в Парижском католическом институте и богословие в Свято-Сергиевском богословском институте. В 1981 году стажировался в Институте восточных церквей в Регенсбурге.
В 1984 году продолжил своё обучение в Практической школе высших исследований, Институте высших экуменических исследований в Париже и на факультете науки и истории религии Сорбонны. В 1985 году получил диплом Магистра перспективных исследований Университета Сорбонны. Кроме греческого, свободно говорит на французском и английском языках, знает немецкий и итальянский.
В 1985 году был рукоположён в сан диакона и иерея. Служил в клире Бельгийской митрополии.
В 1986 поступил в аспирантуру Богословской школы Святого Креста в Бостоне, где в 1987 году получил степень магистра богословия.
В 1987 году вернулся в Европу после чего до 1996 года исполнял обязанности протосинкелла Бельгийской митрополии. В то же время служил настоятелем церкви Архангелов Михаила и Гавриила в Брюсселе и преподавал православие в Европейской школе в Люксембурге и Брюсселе.
В 1992 году назначен представителем Константинопольского патриархата в комиссии «Церковь и общество» Конференции европейских церквей (КЕЦ).
В 1995 году возведён в сан архимандрита и назначен представителем Константинопольского патриархата при Европейском союзе в Брюсселе в звании которого неоднократно привлекал внимание европарламентариев к вопросу ущемления прав Константинопольского патриархата на территории Турции.
5 сентября 1996 года единогласным решением Священного синода Константинопольской православной церкви был избран титулярным епископом Ригийским, викарием Бельгийской митрополии. 11 декабря в Брюсселе состоялась его епископская хиротония.
В 2001 году Константинопольский патриархат поручил ему обязанности по ведению международного межрелигиозного диалога с монотеистическими религиями.
20 января 2003 года был возведён в достоинство митрополита и назначен управляющим Галльской митрополией с сохранением за ним должности директора Бюро Православной церкви при Европейском Союзе. Кроме того, ему был поручен диалог с ориентальными (нехалкидонскими) церквами.
16 декабря 2009 года был избран главой Конференции европейских церквей.
С 1—3 сентября 2011 года в составе делегации Константинопольского патриархата в совещании предстоятелей четырёх «древних Патриархатов» и Кипрской церкви на Фанаре.
16 января 2013 года в связи с уходом на покой архиепископа Команского Гавриила (де Вильдера) назначен местоблюстителем Экзархата приходов русской традиции в Западной Европе Константинопольского патриархата и ректором Свято-Сергиевского православного богословского института в Париже.
В июле 2013 года возглавил делегацию Константинопольского патриархата на празднованиях 1025-летия Крещения Руси.
17 августа 2014 года возглавил делегацию Константинопольского патриархата на интронизации новоизбранного предстоятеля УПЦ митрополита Онуфрия (Березовского) в Киеве. Однако не участвовал в богослужении (не сослужил), что связывают с его неудовлетворённостью предоставленным ему местом среди иерархов.
В феврале 2015 года в числе десяти других клириков Константинопольского патриархата получил турецкое гражданство, что позволяет участвовать в выборах патриарха Константинопольского. В Константинопольской патриархии не уточнили, пришлось ли им при получении турецкого гражданства отказаться от греческих паспортов.
15 декабря 2018 года председательствовал на Объединительном соборе в Киеве, на котором была создана Православная церковь Украины.
Решением Синода Константинопольского патриархата от 29—30 августа 2019 года Иоанн (Реннето) освобождён от пастырского попечения над приходами бывшей Экзархата православных русских церквей в Западной Европе, каковое попечение поручалось Эммануилу. Был назначен местоблюстителем этой канонически упразднённой, но юридически, согласно законодательству Франции, всё ещё существующей структуры, о чём извещался письмом Вселенского патриарха Варфоломея от 2 сентября 2019 года. 18 января 2020 года состоялось внеочередное общее собрание «епархиального союза» в юрисдикции Константинопольского патриархата. Те, кто отказался от перехода архиепископии в состав Русской православной церкви, вошли в созданное по этому случаю викариатство Галльской митрополии. Эта ассамблея не смогла избрать председателя, поскольку кворума не было; должность местоблюстителя продолжил занимать митрополит Эммануил (Адамакис). Собрание единогласно (при одном воздержавшемся) решило, что следует отдавать предпочтение переговорам, а не судебным разбирательствам, поручив правлению связаться с официальными лицами «Дубнинской епархии» для организации переговоров.
16 февраля 2021 года решением Священного синода был избран старцем-митрополитом Халкидонским, вторым по чести иерархом Константинопольской церкви. 20 марта того же года в Свято-Троицком соборе Халкидона в присутствии патриарха Варфоломея состоялась его интронизация.

## Награды
- Орден князя Ярослава Мудрого V степени (Украина, 25 июля 2008) — «за весомый личный вклад в развитие духовности и по случаю празднования в Украине 1020-летия крещения Киевской Руси»[21]
- Кавалер ордена Почётного легиона (Франция, 2010)[22]
- Великий командор ордена Почёта (Греция, 14 ноября 2011 года)[23]
- Орден «За заслуги» I степени (Украина, 27 июля 2013 года) — за значительный личный вклад в развитие духовности, многолетнюю плодотворную церковную деятельность и по случаю празднования на Украине 1025-летия крещения Киевской Руси[24].
- Орден князя Ярослава Мудрого IV степени (Украина, 4 января 2019 года) — за выдающуюся деятельность, направленную на укрепление авторитета православия в мире, утверждение идеалов духовности и милосердия, весомый личный вклад в развитие автокефальной поместной Православной Церкви Украины[25].